# Aegus elegantulus
Aegus elegantulus is een keversoort uit de familie vliegende herten (Lucanidae). De wetenschappelijke naam van de soort is voor het eerst geldig gepubliceerd in 1907 door Van Roon.